# 愛のことば (テレビドラマ)
『愛のことば』（あいのことば）は、東海テレビ制作・フジテレビ系列で、2001年4月2日から6月29日に放送された昼ドラマである。

## キャスト
- 小谷祐子：鶴水瑠衣
22歳。思いついたら即行動してしまう。薫とは偶然出会い恋仲に。
- 橘薫：岡本光太郎
24歳。祐子の恋人。祐子を愛しているのだがなぜかデキナイ。
- 小谷久美：山口いづみ
祐子の母。
- 草加絹代：杉田かおる
祐子の同僚。可門と付き合っている。祐子に対して特別な感情をもつ。
- 可門敬之：大橋吾郎
祐子の同僚。一匹狼と呼ばれている。ギャンブルと女好きだが一途である。
- 三枝和歌子：秋川リサ
薫の母。
- 橘小百合：淡島千景
薫の祖母。
- 橘司郎：峰岸徹
薫の父。
- 高橋昌也
- 南原宏治
- 上原真希子（上野正希子）
- 風祭ゆき
- 五代高之
- 三上真一郎
- 団時朗
- 松澤一之
- 久松信美
- 黒部進
- 岩崎ひろし
- 絵沢萌子
- 山崎大輔
- 川端麻友美
- 大倉孝二
- 津久井啓太
- 佐々木征史
- 中村亜希子
- 八木田麻衣
- 鈴木舞花
- 右田昌万
- 裕己りえ
- 西尾健二
- 岩本昌子
- 斉藤のぞみ
- 谷口賢志
- 田中裕太郎
- 影丸茂樹
- 大塚和彦
- 小名紫
- 田中貴美
- 伊藤薫

## スタッフ
- 原作：久世光彦『卑弥呼』
- 企画：出原弘之
- 演出：脇田時三、淡野健、小野俊和、千葉行利、牧時範
- 演出補：植田尚、田部史雄、岡嶋純一
- 制作：鈴木哲
- プロデューサー：淡野健、千葉行利、小野俊和
- 広報：中嶋一乃、竹中麻紀
- プロデューサー補：村上牧人
- 脚本：高田純、高野和明
- 音楽：村山達哉
- 選曲：山川繁
- 美術制作：池田幸雄
- 美術デザイン：金子幸雄
- 技術：柳沢栄造
- カメラ：岡崎真一
- 照明：藤井隆康
- 音声：北村達郎
- 調整：山中宏光
- 看護指導：石田喜代美
- 撮影協力：東京中小企業投資育成、金沢シティモンドホテル、全日本空輸、石川県観光連盟、INAXアーキプラザ、うしお病院 他
- 協力：フォーチュン、アックス、サンライズアート、緑山スタジオ・シティ
- 映像提供：小学館プロダクション
- 方言指導：石川県観光物産東京案内所
- 制作：東海テレビ、テレパック

## 主題歌
- 「バージンラブ」
作詞：山梨涼子 / 作曲：都志見隆 / 編曲：京田誠一 / 歌：シュンケイ
レーベル：ビクターエンタテインメント / 品番：VICL-35261